# لورا ليتشوجا
لورا ليتشوجا وُلدت في إشبيلية الأندلس، وأصبحت مهتمة بالكيمياء والفيزياء عندما كانت في المدرسة الثانوية، ثم درست للحصول على شهادة في الكيمياء في جامعة قادس، حيث ألهمتها هذه الدراسة بمتابعة مهنة البحث العلمي. أكملت ليتشوجا بحث الدكتوراه في المركز الوطني للكهرباء الدقيقة - المركز الوطني للفيزياء الدقيقة. وكانت أطروحته للدكتوراه بعنوان "ثنائيات شوتكي شبه الموصلة ثلاثية الفينيل ثنائية أشباه الموصلات لاستشعار الغازات والاستشعار الحيوي". أمضت عامين بعد حصولها على الدكتوراه في معهد تكنولوجيا النانو . جامعة توينتي (هولندا)، ثم عندما عادت إلى إسبانيا في عام 1995، انضمت إلى المركز الوطني للإلكترونيات الدقيقة التابع لمركز في مدريد.
حصلت على درجة الدكتوراه، في عام 1992، من جامعة كومبلوتنسي بمدريد، بأطروحته: تصميم وتصنيع وتوصيف أجهزة الاستشعار الكيميائية H2 و NH3 القائمة على ثنائيات شوتكي ثنائية زرنيخيد الغاليوم: تطوير جهاز استشعار اليوريا الحيوية الإلكترونية الدقيقة